# Mosterhamn
Mosterhamn är en  tätort i Bømlo kommun i Vestland fylke i västra Norge. Orten är belägen på ön Moster.
Tidigare utgjorde orten centralort i dåvarande Mosters kommun.